# Izoleksa
Izoleksa (z greckiego izo – równy i leksis – wyraz) – linia wytyczona na mapie zgodnie z granicą zasięgu terytorialnego występowania danego (którego dotyczy dana izoleksa) wyrazu jako elementu słownikowego. Izoleksa przebiega np. między obszarami z dominującymi formami na polu i na dworze. 